# 古利斯坦
古利斯坦是烏茲別克的城市，也是錫爾河州的首府，位於該國東部，距離首都塔什干120公里，海拔高度271米，主要經濟活動是棉花業，2020年人口90398人。

## 历史
19世纪时，此处为一个仅有四十余户的小村庄，名为阿其克古都克（Аччиккудук，意为“盐水井”）。
1869年，为灌溉饥饿草原（乌兹别克语称Mirzacho‘l “米尔扎荒原”），突厥斯坦总督康斯坦丁·彼得洛维奇·考夫曼下令开凿灌溉运河，运河工程于1872年开工，长84公里，最终于1895年完工。除运河外，与运河工程几乎同时段修建的塔什干-撒马尔罕铁路使得该地以格里博也多夫卡（Грибоедовка，得名自亚历山大·格里博也多夫）火车站及之后的饥饿草原站（Голодная степь）为中心，人口开始聚集。
1922年，聚集在火车站附近的村落被统称为米尔扎出勒（Мирзачуль，即乌兹别克语中的“饥饿草原”）。1952年升格为市级镇，属塔什干州管辖。
1959年更名为现名古利斯坦，古利斯坦在波斯语中意为“蔷薇园”或“玫瑰之地”。1963年成为新成立的锡尔河州首府。1989年至1990年间，锡尔河州与吉扎克州合并，州府设在了吉扎克。但1990年2月16日锡尔河州重新从析出，古利斯坦再次成为锡尔河州州府。

## 人口
2009年人口67846人，2019年人口97600人，2020年人口90398人。其中多数为乌兹别克人，此外还有哈萨克人、塔塔尔人、俄罗斯人、高丽族、塔吉克人等。

## 经济
以棉花业为主。有中国·乌兹别克斯坦“鹏盛”工业园，为首个中乌合资工业园。

## 教育
设有古利斯坦国立大学，1992年以旧有的锡尔河教育学院（Sirdaryo pedagogika instituti，1966年设立）为基础设立。